# Этруски убивают ещё
Этруски убивают ещё (итал. L’etrusco uccide ancora) — джалло 1972 года режиссёра Армандо Криспино.

## Сюжет
Археологическая группа отправляется на раскопки этруских захоронений. Здесь же среди археологов работает алкоголик-фотограф, который пытается снять напряжение и вернуться к обычной жизни после перенесённых им страданий в психиатрической лечебнице. 
Вскоре среди археологов и финансовых спонсоров раскопок начинают происходить убийства, первоначально приписываемые духам умерших, а ныне потревоженных этрусков. Подозрение же полиции падает на фотографа. Однако впоследствии выясняется, что субъектом преступлений является вовсе не сверхъестественная сила, а реальный человек.

## В ролях
- Алекс Корд — Джейсон Портер, фотограф
- Саманта Эггар — Мира Шелтон
- Джон Марли — Никос Самаракис
- Надя Тиллер — Лени Самаракис
- Хорст Франк — Стефен
- Даниэла Сурина — Ирэн

## Критика
Луис Поль в своей книге Italian Horror Film Directors отметил неровность сюжетного повествования картины, а также продолжающееся в течение всего фильма подозрение: один ли убийца орудует в фильме или несколько?